# Singaporestrategin
Singaporestrategin var en försvarspolicy för Brittiska imperiets flotta som utvecklades i en serie militära planer mellan 1919 och 1941. Den syftade till att avskräcka aggression från Japanska imperiet genom att förlägga Royal Navys flotta i Fjärran Östern, med kapacitet att genskjuta och besegra en japansk styrka på väg söderut mot Indien eller Australien. För att vara effektiv fordrades en välutrustad bas. Singapore, i östra änden av Malackasundet, valdes som den lämpligaste platsen 1919. Arbetet fortsatte på en flottbas och dess försvar under de närmaste två decennierna.
Planerarna föreställde sig att ett krig med Japan skulle bestå av tre faser: medan garnisonen i Singapore försvarade befästningen, skulle flottan bege sig från hemmavattnen till Singapore, göra ett anfall för att befria eller återta Hongkong, och blockera de Japanska öarna för att tvinga Japan att gå med på villkoren. Tanken att invadera Japan avvisades såsom opraktisk, men brittiska planerare förväntade sig inte att japanerna skulle vara villiga att utkämpa ett avgörande sjöslag med oddsen mot sig. Medvetna om inverkan på en önation av en blockad i hjärtat av ett sjöimperium, ansåg de att ekonomiska påtryckningar skulle vara nog.